# Malata
À Madagascar, malata (ou malate) est le terme servant jusqu'au XIXe siècle à désigner les descendants des Européens et des femmes autochtones. Malato ou 'zana-malato' (zana[ka] = enfant) est issu du français « mulâtre », servant plus particulièrement à qualifier les métis de Noirs et d'Européens.
Dès le XVIIe siècle en effet, les côtes de Madagascar comptèrent parmi les repaires favoris des pirates européens et, par la suite, les navires négriers y mouillèrent régulièrement à la recherche de captifs à déporter aux îles créoles ou aux Amériques. Il en résulta une multiplication du nombre des ainsi qualifiés de « mulâtres » qui devinrent rapidement des intermédiaires entre les Européens et les indigènes.
Sur la côte est de Madagascar, beaucoup de ces malates finirent même par se constituer des principautés ou même de véritables royaumes. Le plus célèbre d'entre eux était sans conteste le roi Ratsimilaho, dont le père était un pirate anglais. Mais il y avait également, par la suite, les nommés Jean René, Fiche, Coroller, etc.